# The L Word: Generation Q
The L Word: Generation Q ist eine US-amerikanische Fernsehserie, die am 8. Dezember 2019 auf dem Kabel-Sender Showtime ihre Premiere feierte. Sie ist eine Fortsetzung der Serie The L Word – Wenn Frauen Frauen lieben, die von 2004 bis 2009 ebenfalls von Showtime produziert wurde. Ilene Chaiken, Kathy Greenberg und Michele Abbott, die die damalige Serie kreierten, erschufen die Produktion zusammen mit der Filmemacherin Marja-Lewis Ryan.
In The L Word: Generation Q kommen vier Hauptfiguren aus der Originalserie vor, die auch von ihren damaligen Schauspielerinnen verkörpert werden, auch wird die Abwesenheit beziehungsweise das Ableben zweier weiterer damaliger Hauptfiguren im Verlauf der ersten Staffel erklärt. Die Produktion handelt vom persönlichen und beruflichen Umfeld mehrerer Frauen in Los Angeles, von denen viele lesbisch, bisexuell und trans sind.
Die erste Staffel der Serie besteht aus acht Episoden. Im Januar 2020 verlängerte Showtime die Serie um eine weitere Staffel mit zehn Folgen. Diese feierte am 8. August 2021 ihre US-amerikanische Premiere. Am 4. Februar 2022 bestellte Showtime eine dritte, ebenfalls zehn Episoden zählende Staffel. Der Sender gab am 23. März 2023 bekannt, die Serie eingestellt zu haben. Die deutschsprachigen Ausstrahlungsrechte liegen bei Sky Atlantic HD, wo die Serie seit dem 15. April 2020 zu sehen ist.

## Handlung
Die Serie spielt im Jahr 2019, zehn Jahre nach dem Ende der Originalproduktion, wobei die Figuren Bette Porter, Shane McCutcheon und Alice Pieszecki aus der ersten Serie übernommen wurden. Die Handlung fokussiert sich auf das berufliche und private Leben der drei alten und mehrerer neuer Hauptfiguren. Diese sind wie auch schon in der Originalserie zumeist weibliche Mitglieder der LGBT-Gemeinschaft. Der Handlungsort wurde zudem von West Hollywood nach Silver Lake verlegt.
Bette ist eine Geschäftsfrau, die mittlerweile in die Politik gegangen ist und für das Bürgermeisteramt der Stadt kandidiert. Sie hat eine Tochter namens Angie, mit der sie sich des Öfteren streitet. Alice hatte in der Originalserie zunächst eine eigene Radiosendung, später war sie Co-Moderatorin einer Fernsehserie und hat nun erneut eine eigene Serie in Form einer Fernseh-Talkshow und ist mit Nat zusammen. Shane McCutcheon, eine androgyne und sehr promiskuitive Friseurin, verkauft am Anfang der neuen Serie ihre Salons in New York City und Paris und zieht wieder nach Los Angeles, wo sie auf Bette und Alice trifft, mit denen sie damals befreundet war. Sie befindet sich gerade im Scheidungsprozess mit Quiara. Die Figur Jenny Schecter, deren Tod in der letzten Staffel der Originalserie ein entscheidender Handlungspunkt war, wird in der dritten Folge der ersten Staffel erwähnt, auch wird erklärt, dass ihr ungeklärtes Ableben ein Suizid war. Tina Kennard, Bettes Ex-Frau und eine weitere Hauptfigur, kommt ab der sechsten Folge der ersten Staffel als Nebenfigur vor, während sich in der vierten Folge derselben Staffel herausstellt, dass die Hauptfigur Kit Porter, Bettes Halbschwester, an einer Überdosis Heroin gestorben ist.

## Produktion
Am 11. Juli 2017 gab Showtime bekannt, dass eine Neuauflage von The L Word – Wenn Frauen Frauen lieben in Planung gegeben wurde. Die Filmemacherin Marja Lewis-Ryan wurde am 20. November desselben Jahres als Showrunner und Executive Producer benannt, während unter anderem auch Ilene Chaiken, die die Originalserie mit kreierte, die Produktion als Executive Producer finanzieren werde.
Jennifer Beals, Katherine Moennig und Leisha Hailey übernahmen erneut ihre damaligen Rollen Bette Porter, Shane McCutcheon sowie Alice Pieszecki und fungieren auch als Executive Producer der Serie. Sarah Shahi, die in der ersten Serie die Figur Carmen verkörperte, behauptete, ebenfalls in der neuen Produktion mitzuspielen, was aber von Showtime zunächst nicht bestätigt wurde. Pam Grier verkündete, in der Serie in ihrer Rolle Kit Porter nicht vorzukommen, da sie bereits für die ABC-Serie Bless This Mess vor der Kamera stünde und daher nicht an den Dreharbeiten für The L Word: Generation Q mitwirken könne. Neue Rollen wurden unter anderem mit Jacqueline Toboni, Jamie Clayton, Carlos Leal und Olivia Thirlby besetzt.

## Besetzung
Die Synchronisation der Serie wird bei der Cinephon nach einem Dialogbuch von Frank Felicetti und Philippa Jarke unter der Dialogregie von Jarke erstellt.
| Figur                           | Darsteller        | Deutscher Sprecher |
| ------------------------------- | ----------------- | ------------------ |
| Bette Porter-Kennard            | Jennifer Beals    | Heide Domanowski   |
| Shane McCutcheon                | Katherine Moennig | Victoria Sturm     |
| Alice Pieszecki                 | Leisha Hailey     | Ulrike Stürzbecher |
| Dani Núñez                      | Arienne Mandi     | Mia Diekow         |
| Golnar „Gigi“ Ghorbani          | Sepideh Moafi     | Damineh Hojat      |
| Micah Lee                       | Leo Sheng         | Sebastian Kluckert |
| Sarah Finley                    | Jacqueline Toboni | Maximiliane Häcke  |
| Sophie Suarez                   | Rosanny Zayas     | Anne Düe           |
| Angelica „Angie“ Porter-Kennard | Jordan Hull       |                    |
| Tess Van De Berg                | Jamie Clayton     |                    |

| Figur                | Darsteller          | Deutscher Sprecher |
| -------------------- | ------------------- | ------------------ |
| José                 | Freddy Miyares      | Florian Clyde      |
| Rodolfo Núñez        | Carlos Leal         | Thomas Schmuckert  |
| Pierce Williams      | Brian Michael Smith |                    |
| Natalie „Nat“ Bailey | Stephanie Allynne   |                    |
| Maribel Suarez       | Jillian Mercado     | Svantje Wascher    |
| Rebecca              | Olivia Thirlby      |                    |
| Felicity Adams       | Latarsha Rose       |                    |
| Jordi Sanbolino      | Sophie Giannamore   | Emily Gilbert      |
| Quiara Thompson      | Lex Scott Davis     |                    |
| Tom Maultsby         | Donald Faison       | Sebastian Schulz   |
| Carrie               | Rosie O’Donnell     |                    |
| Hendrix              | Simon Longnight     |                    |
| Dre                  | Carmen LoBue        | Elisa Bannat       |

## Episodenliste

### Staffel 1
| Nr. (ges.) | Nr. (St.) | Deutscher Titel        | Originaltitel      | Erstausstrahlung USA | Deutschsprachige Erstausstrahlung (D) | Regie               | Drehbuch            |
| --- | --------- | ---------------------- | ------------------ | -------------------- | ------------------------------------- | ------------------- | ------------------- |
| 1 | 1         | Lass es uns wieder tun | Let’s Do It Again  | 8. Dez. 2019         | 15. Apr. 2020                         | Steph Green         | Marja-Lewis Ryan    |
| Mehr als zehn Jahre nach Jenny Schecters ungeklärtem Tod will Bette Porter Bürgermeisterin von Los Angeles werden. Dani Núñez, PR-Leiterin der Firma ihres Vaters Rodolfo, bietet sich Bette als Sponsorin an, was diese ablehnt. Während einer Pressekonferenz wird Bette von Tyler Adams beschuldigt, eine Affäre mit seiner Frau Felicity zu haben. Bette beschließt, in der neuen Talkshow ihrer Bekannten Alice Pieszecki dazu Stellung zu nehmen. Dort erzählt sie auch von ihrer Scheidung und dem schlechten Verhältnis zu ihrer Tochter Angie. Als Dani Bettes Auftritt sieht, beschließt sie, zu kündigen und stattdessen für Bette zu arbeiten. Danach macht sie ihrer Freundin und Produzentin der Talkshow Sophie einen Heiratsantrag. Kurz darauf helfen Dani und Sophie ihrem Mitbewohner, dem Teilzeit-Dozenten und trans Mann Micah, zu einer Verabredung mit ihrem Vermieter José zu kommen. Alice, die in einer Beziehung mit Nat lebt, leidet unter den Einmischungen derer Exfrau Gigi in ihren Alltag. Unterdessen zieht Shane McCutcheon, die sich von ihrer Frau Quiara entfremdet hat, wieder nach Los Angeles. Sarah Finley, eine Bekannte und Kollegin von Sophie, hilft Shane beim Einzug, weswegen diese ihr eher widerwillig anbietet, ihre Mitbewohnerin zu werden.                     |           |                        |                    |                      |                                       |                     |                     |
| 2 | 2         | Leichen im Keller      | Less Is More       | 15. Dez. 2019        | 15. Apr. 2020                         | Allison Liddi-Brown | Marja-Lewis Ryan    |
| Dani und Sophie geraten über Danis Arbeitswechsel in Streit. Derweil verbietet Bette Angie den Umgang mit ihrer Freundin Jordi, die sie zum Schwänzen gebracht hat. Alice muss sich kurzfristig um Nats kranken Sohn Eli kümmern, während Shane nach dem Erhalt der Scheidungspapiere mit Finley in eine Bar geht. Letzterer gelingt es, mit Rebecca ins Gespräch zu kommen, während Shane für Lena, Freundin der Kundin Tess, einen aggressiven Mann vertreibt. Am Abend scheitert Finleys Versuch, mit Rebecca intim zu werden, während Micah und José nach ihrer Verabredung in einem Pool Sex haben. Am nächsten Tag trifft Bette im örtlichen LGBT-Jugendzentrum auf Jordi, die sich für ihren schlechten Einfluss auf Angie entschuldigt, worauf die beiden wieder Zeit miteinander verbringen dürfen und sich Bette mit Angie verträgt. Alice erfährt von Gigi, dass Nat mit ihr sehr glücklich sei. Abends bessert sich das angespannte Verhältnis von Dani und Sophie auf ihrer Verlobungsfeier, als Sophies Mutter Nana sowie ihre Schwestern Maribel und Virginia Dani gut zureden. Auf der Feier erhält Finley eine Textnachricht von Rebecca, worauf die beiden bei ihr zuhause schließlich intim werden. Am Ende der Folge setzt sich Felicity zu Bette auf eine Parkbank.                               |           |                        |                    |                      |                                       |                     |                     |
| 3 | 3         | Liebesleid             | Lost Love          | 22. Dez. 2019        | 22. Apr. 2020                         | Sarah Pia Anderson  | Regina Y. Hicks     |
| Finley trennt sich von Rebecca, als sie von deren Arbeit als MCC-Pfarrerin erfährt. Nach einiger Zeit setzt sich Finley weinend in eine Kirchenbank und wird von Rebecca getröstet. Währenddessen gestalten Shane, Tess und Lena die Bar wieder in eine LGBT-Örtlichkeit um; später verführt Lena Shane. Unterdessen will sich Rodolfo mit Dani versöhnen. Er übernimmt die Organisation der Hochzeit, allerdings wird Sophie wegen des von ihm gebuchten Festsaals wütend, der nicht zu ihr passe. Micah betrügt José derweil aus Frust wegen einer sehr kurzfristig abgesagten Verabredung mit seinem Bekannten Hassan. Nachdem Angie eine sie beleidigende Mitschülerin geschlagen hat und deshalb suspendiert wurde, wird sie von Bette auf einer anderen Privatschule eingeschrieben, obwohl sie eine öffentliche Schule besuchen möchte. Nach einem Gespräch mit Angie sowie ihren Assistenten Dani und Pierce bestreitet Bette eine Debatte, der Alice, Shane, Nat und Gigi beiwohnen. Dort gibt Bette bekannt, Angie wegen der Diversität und Individualität der Schulart auf einer öffentlichen Schule angemeldet zu haben. Alice ist während der Debatte auf Gigi eifersüchtig, die mit Nat Spaß hat. Nach ihrem Auftritt empfängt Bette zu Danis Ärger in ihrem Hotelzimmer Felicity.                       |           |                        |                    |                      |                                       |                     |                     |
| 4 | 4         | Lucky Ladies           | LA Times           | 29. Dez. 2019        | 22. Apr. 2020                         | Steph Green         | Melody Derloshon    |
| Shane zeigt Bette und Alice an ihrem 40. Geburtstag nach einem Mittagessen die Bar, die sie nach Alices verstorbener Partnerin Dana benannt hat, und bittet die beiden, keine große Feier für sie zu veranstalten. Später schickt Bette Dani los, ihr Handy zu holen, das sie versehentlich mit Felicity vertauscht hat. Dani fordert Felicity auf, die Affäre zu beenden, was diese ablehnt. Später gesteht Bette Dani, dass Felicity ihr nach dem Tod ihrer Halbschwester Kit Halt gegeben hat, was Dani wenig beeindruckt. Bei Alices Arbeit willigt sie trotz Bedenken ein, Bettes Gegner Jeff Milner als Gast einzuladen. Während des Interview bringt er Bettes Affäre zur Sprache, allerdings antwortet Alice, dass Bette diese beendet habe. Später rauchen Shane und Bette zusammen Joints, abends erhält Shane in der Bar eine Überraschungsparty. Finley verlässt diese vorzeitig und geht betrunken zu Rebecca. Als sie behauptet, keine Beziehungsbedenken mehr zu haben, da Rebecca keine richtige Pfarrerin sei, wird sie von dieser weggeschickt. In der Bar haben Micah und José Sex, ebenso wie Alice, Gigi und Nat. Shane weißt Lena ab, danach gesteht letztere Tess den Seitensprung, weswegen diese geht. Schließlich kommt Quiara in die Bar, worauf Shane erschrocken reagiert.                |           |                        |                    |                      |                                       |                     |                     |
| 5 | 5         | Leidensgenossen        | Labels             | 5. Jan. 2020         | 29. Apr. 2020                         | Erica Watson        | Tatiana Suarez-Pico |
| Shane und Quiara lassen ihre Beziehung wieder aufleben, obwohl Quiara schwanger ist und Shane keine Kinder möchte. Zur selben Zeit wollen Alice und Gigi öfters Sex zu haben, Nat fügt sich trotz ihrer Wut auf Gigis frühere Affäre. Angie bittet Jordi zuliebe Bette, zu ihrem Schul-Theaterstück zu kommen, da deren Eltern dies nicht tun werden. Nachdem Dani Rodolfo den von ihm verfassten Ehevertrag zurückgibt, will Sophie mit Dani über seine Meinung zu ihrer Beziehung reden, was diese ablehnt. Während José seine Gefühle für Micah zum Ausdruck bringt, lädt Tess die verkaterte Finley zum Mittagessen ein. Später bringt Tess Shane dazu, Finley als Lenas Ersatz einzustellen. Nachdem Rebecca Finleys Versöhnungsversuch ablehnt, betrinkt sich diese mit Tess, was zu Sex führt. Bette tröstet in ihrem Büro Dani nach dem Streit mit Sophie, während diese sich bei ihrer Schwester über Danis Verschlossenheit beklagt. Abends besuchen Bette, Alice, Shane, Quiara, Nat und Gigi Angies Aufführung, danach beobachtet Shane ein liebevolles Gespräch zwischen Jordi und Angie. Als die Gruppe gehen will, greift ein angetrunkener Tyler Adams Angie an, weswegen Bette ihn in Notwehr schlägt, worauf er die Treppe hinunterstürzt.                                                           |           |                        |                    |                      |                                       |                     |                     |
| 6 | 6         | Lose Enden             | Loose Ends         | 12. Jan. 2020        | 29. Apr. 2020                         | Logan Kibens        | Nancy C. Mejia      |
| Weil Reporter Bettes Haus belagern, müssen Shane und Quiara Angie für ihre Fahrprüfung zum DMV bringen. Nachdem sie bestanden hat, fährt Angie sofort zu Jordi und gesteht ihr mit Shanes und Quiaras Hilfe ihre Liebe. Derweil erhält Bette Besuch von ihrer Exfrau Tina, während Pierce das Team aus Enttäuschung verlässt. In der Zwischenzeit trösten sich Sophie und Finley gegenseitig und wollen abends ausgehen. Nachdem Gigi ungefragt ihren Beziehungsstatus preisgegeben hat, einigen sie, Alice und Nat sich darauf, niemandem von ihrer Verbindung zu erzählen. In der Bar beschließen Finley und Tess, nur Freundinnen zu bleiben, während Shane Finley bittet, auszuziehen. Deswegen bietet Sophie Finley an, ihre Mitbewohnerin zu werden. Später trifft Bette auf Danis Vorschlag hin vor die Reporter. Sie geht aber nicht auf den Vorfall in der Schule, sondern den Tod ihrer Schwester ein. Kit erhielt nach einem Autounfall Opiate, erlitt so einen Rückfall und starb an einer Überdosis. Bette wolle auch deswegen Bürgermeistern werden, da sie bereit sei, für jede Familie zu kämpfen. Spätnachts will Sophie mit Dani reden, die wütend erwidert, nichts zu sagen zu haben. Schließlich will Tina gehen, als sie von Bette gebeten wird, zu bleiben.                                      |           |                        |                    |                      |                                       |                     |                     |
| 7 | 7         | List und Tücke         | Lose It All        | 19. Jan. 2020        | 6. Mai 2020                           | Jennifer Arnold     | Francesca Butler    |
| Als Sophies Großmutter im Krankenhaus liegt, will Dani mit Sophie hingehen, die ihr versichert, dass dies nicht nötig sei. Kurz darauf bekommt Micah Besuch von seiner Mutter mit einer Vorliebe für Marihuana-Gummibärchen. Als sie José Kindheitsfotos von Micah zeigt, beruhigt sich dieser erst, als José ihn tröstet. Später wirft Micah ihr vor, mit seiner Transidentität nicht klarzukommen. Unterdessen eröffnet Tina Bette bei einem Abendessen, für Angie vielleicht in Los Angeles bleiben zu werden, allerdings zusammen mit ihrer Verlobten Carrie. Während Sophie im Krankenhaus von Finley getröstet wird und auf Dani wütend ist, reagiert Shane auf ihre fehlenden Muttergefühle verunsichert, allerdings beruhigt Quiara sie. Während eines Meetings erklärt sich Alice widerwillig bereit, wegen sinkender Einschaltquoten ein virales Video zu produzieren; unterdessen haben Nat und Gigi zuhause Sex. Jeff Milner schaltet gegen Bette einen homophoben Wahlwerbespot, sie lehnt Danis Vorschlag eines im Gegenzug ihn diskreditierenden Spots ab, worauf die beiden Whiskey trinken. Im Krankenhaus küsst Sophie Finley, während Alice Nat und Gigi im Bett sieht, deswegen auszieht und die Beziehung beendet. Am nächsten Tag gesteht Sophie Maribel den Kuss.                               |           |                        |                    |                      |                                       |                     |                     |
| 8 | 8         | Leider verloren        | Lapse in Judgement | 26. Jan. 2020        | 6. Mai 2020                           | Marja-Lewis Ryan    | Allie Romano        |
| Nach Jeff Milners Wahlsieg erleidet Quiara eine Fehlgeburt, während Finley Sophie vorschlägt, den Kuss zu vergessen. Am nächsten Morgen überredet Dani Sophie, am darauffolgenden Tag auf Hawaii zu heiraten. Derweil beschließt Alice, statt der Produktion eines viralen Videos Roxane Gay als Gast einzuladen. Derweil trennt sich Quiara von Shane, während Sophie im Studio Sex mit Finley hat, die daraufhin Rat bei Rebecca sucht. Diese empfiehlt ihr, in kleinen Schritten Verantwortung für ihre Fehler zu übernehmen. Finley beschließt, zur Hochzeit ihrer Schwester nach Missouri zu fliegen. Auf einer Vernissage verlässt Micah José, als er von dessen Ehemann angesprochen wird. Am nächsten Tag fährt Anige mit der betrübten Bette zu einem Canyon, wo sie gemeinsam ihre Gefühle über die Ereignisse der letzten Monate verarbeiten. Dort treffen sie auf die Reporterin Maya, die Bette zum Abendessen einlädt. Bei Alices Sendung versöhnen sich Alice und Nat, was sich zum viralen Video entwickelt. Am Flughafen wartet Dani auf Sophie, Finley macht sich ebenfalls auf dem Weg zu ihrem Gate. Sophie sieht auf der Anzeigentafel, dass ihr und Finleys Flug zur selben Zeit starten. Sie rennt schließlich zu einem Gate und bleibt lächelnd stehen, wobei ihre Entscheidung unklar bleibt. |           |                        |                    |                      |                                       |                     |                     |

### Staffel 2
| Nr. (ges.) | Nr. (St.) | Deutscher Titel              | Originaltitel     | Erstausstrahlung USA | Deutschsprachige Erstausstrahlung (D) | Regie               | Drehbuch                                          |
| --- | --------- | ---------------------------- | ----------------- | -------------------- | ------------------------------------- | ------------------- | ------------------------------------------------- |
| 9 | 1         | Ladykiller                   | Late to the Party | 8. Aug. 2021         | 29. Sep. 2021                         | Marja-Lewis Ryan    | Marja-Lewis Ryan                                  |
| Sophie hat sich für Dani entschieden, die die Hochzeit verschoben hat. Micah und Maribel fordern die schuldgeplagte Sophie auf, Dani den Seitensprung zu gestehen, wozu sie sich aber nicht durchringen kann. Sie lehnt auch Alices Beförderung ab, weil sie mit Dani eine Familie gründen will. Während sich Micah und José versöhnt haben, da letzterer von seinem Ehemann getrennt ist, machen Shane und Tess bei einem von den Ehefrauen Eddie und Chloe veranstalteten Pokerturnier mit. Sie werden rausgeworfen, als Shane, die von der Beziehung nichts wusste, eine Affäre mit Chloe beginnt. Unterdessen ist Bette auf Tina und Carrie eifersüchtig, kurz darauf will Angie mehr über ihren leiblichen Vater Marcus Allenwood herausfinden. Bette und Tina erlauben ihr, mit 18 einen Gentest zu machen, allerdings scheint sie zusammen mit Jordi andere Pläne zu haben. Da Alice und Nat von Gigi genervt sind, beschließen sie, für sie eine Verabredung mit Bette zu organisieren. Im Restaurant sind zufällig auch Tina und Carrie anwesend, was Bette verärgert. Weil Gigi Bette verstehen kann, finden die beiden zueinander und küssen sich. Schließlich wollen sich Dani und Sophie das Jawort geben, als Finley plötzlich auf der Hochzeit erscheint und ihre Liebe zu Sophie verkündet. |           |                              |                   |                      |                                       |                     |                                                   |
| 10 | 2         | Lass dich fallen             | Lean on Me        | 15. Aug. 2021        | 29. Sep. 2021                         | Marja-Lewis Ryan    | Jonell Lennon                                     |
| Nach einem heftigen Streit verlässt Dani die Hochzeit. Während Sophie versucht, sie zu erreichen, sieht sich Finley Vorwürfen der anderen Gäste ausgesetzt. Abends sucht Bette Dani auf, während sich Alice und Nat über Polygamie streiten. Am nächsten Tag bietet Shane Tess an, in der Bar Pokerabende zu veranstalten. Micah trennt sich von José, dessen Ehemann immer noch bei ihm wohnt, während sich Finley bei der Arbeit mit Tom anfreundet, dem Lektor für Alices Autobiografie. Derweil soll Bettes Kunst in einer Galerie ausgestellt werden, was am Veto des Kurators Isaac Zakarian zu scheitern droht. Nach einem Streit mit Sophie kündigt Finley beim Sender und erhält stattdessen von Shane Arbeit in der Bar; in der Zwischenzeit werden Bette und Gigi miteinander intim. Abends tauschen sich alle Beteiligten beim Pokerturnier über ihre eigenen Fehler aus, danach kommt es erneut zum Streit zwischen Alice und Nat, als letztere ihr gesteht, polyamorös zu sein. Kurz darauf deutet Dani bei einem Gespräch gegenüber Sophie an, dass ihre Beziehung endgültig beendet sei. Daraufhin lässt sich Sophie von ihrer Mutter trösten, während Dani Bettes Nähe sucht. Schließlich geht Sophie nach Hause, wo sie auf Finley trifft, die sich bei ihr entschuldigt.                 |           |                              |                   |                      |                                       |                     |                                                   |
| 11 | 3         | Lass das Glück weiblich sein | Luck Be a Lady    | 22. Aug. 2021        | 6. Okt. 2021                          | Marja-Lewis Ryan    | Maisha Closson                                    |
| Angie hat die Ergebnisse ihres Gentests sowie eine Nachricht ihrer Halbschwester Kayla erhalten, die sich mit ihr treffen will. Bette und Gigi treffen sich für eine Grundstücksbesichtigung mit Dani sowie Rodolfo, wobei Gigi beide vom Erwerb überzeugen kann. Unterdessen hat Alice Schwierigkeiten, mit Nats Polyamorie klarzukommen, während diese Micah an seiner Arbeitsstelle als Berater im LGBT-Jugendzentrum einweist, wobei ihm Maribel zur Seite steht. Derweil schwärmt Bette in der Galerie vor Gigi von Werken der Künstlerin Pippa Pascal. Zuhause gerät Bette mit Angie in Streit, als sie über deren Recherchen herausfindet. Nachdem sie Gigi wegschickt, hinterlässt Bette Tina eine Nachricht und erlaubt Angie das Treffen. Unterdessen bietet Gigi Dani an, mit ihr auszugehen, während Finleys und Sophies Wohnung fast leersteht, nachdem Rodolfo Danis Besitztümer hat wegbringen lassen. Am nächsten Tag trifft sich Angie mit Kayla, während Alice, Bette und Shane aus der Ferne zusehen. Abends entwendet Tess heimlich Geld aus dem Poker-Jackpot, das sie mit Shane teilt. Derweil genießen Dani und Gigi ihr Treffen, während Alice zusammen mit Tom Nat bei einer Verabredung beobachtet, worauf sich die beiden trennen.                                               |           |                              |                   |                      |                                       |                     |                                                   |
| 12 | 4         | Lügengebilde                 | Lake House        | 29. Aug. 2021        | 6. Okt. 2021                          | Sarah Pia Anderson  | Thomas Page McBee                                 |
| Rodolfo wird wegen verschwörerischem Betrug vom FBI verhaftet. Während Sophie Finley zum Abendessen einlädt, frühstückt Alice zusammen mit Bette und Shane. Im Studio fordert Micah Sophie auf, nach Dani zu suchen, die er nicht finden kann. Bei einem Spaziergang im Park eröffnet Kayla Angie, dass ihr gemeinsamer Vater schwer krank ist, derweil versucht Alice, ihre Mutter Leonore zum Auszug aus ihrem neuen Haus zu bewegen, das früher Alice gehörte. Angie sucht Rat bei Shane, da sie nicht weiß, wie sie mit dem baldigen Tod ihres leiblichen Vaters umgehen soll, worauf sie sich schließlich im LGBT-Zentrum an Micah wendet. In der Zwischenzeit findet Sophie Dani im Wald von Ojai, anschließend haben die beiden Sex. In Topanga macht Bette Pippa ausfindig, diese macht ihr allerdings klar, bewusst in Abgeschiedenheit zu leben, und weist Bettes trotz ihrer Komplimente für Pippas Kunst ab. Als Bette nachts jedoch immer noch vor Pippas Atelier steht, lässt sich diese von ihr zum Abendessen einladen. Zuhause fragt Angie Bette, ob sie zusammen mit Tina und Carrie eine Therapie bei Micah machen können, womit sie einverstanden ist. Am Ende der Folge lädt Dani Sophie ein, bei ihr zu bleiben, was diese mit einem Kopfschütteln beantwortet.                       |           |                              |                   |                      |                                       |                     |                                                   |
| 13 | 5         | Lippenbekenntnisse           | Lobsters, Too     | 5. Sep. 2021         | 13. Okt. 2021                         | Sarah Pia Anderson  | Nancy C. Mejía                                    |
| Sophie gesteht Finley, was in Ojai passiert ist, versichert ihr aber, nicht mit Dani zusammen zu sein. In der Bar stellt Tess Shane ihre Freundin Cherie vor, allerdings kennen sich die beiden zum Unmut aller Beteiligten bereits von früher. Im LGBT-Zentrum eröffnet Angie Bette, Carrie und Tina, ihrem leiblichen Vater eine Niere spenden zu wollen. Dies endet im Streit, weil Bette strikt dagegen ist, weswegen Angie geht. Während Tina auf sie einredet, gesteht Bette Micah und Carrie, seit ihrer Kindheit keinen Kontakt mehr zu ihrer Mutter zu haben. Abends bittet Micah Maribel, zu ihm zu kommen, was zu Sex zwischen den beiden führt. Alice fährt mit Tom zum Strand, wo sie die Hummer freilassen, die für Alices und Nats Abendessen gedacht waren, das Nat nach zwischenzeitlicher Zustimmung doch abgelehnt hat. Als Angie zuhause ankommt, erlauben Bette und Tina ihr, Kontakt mit Marcus aufzunehmen, worauf sie den beiden für den Streit vergibt. Sophie will, nachdem sie bei der Arbeit ein älteres lesbisches Paar kennenlernte, einen romantischen Abend mit Finley verbringen, muss aber schwer enttäuscht feststellen, dass diese bereits mit einer anderen Frau in ihrem Schlafzimmer ist. Am Ende der Folge bittet Cherie Shane in der Bar, sie reinzulassen.        |           |                              |                   |                      |                                       |                     |                                                   |
| 14 | 6         | Love Shack                   | Love Shack        | 13. Sep. 2021        | 13. Okt. 2021                         | Katrelle N. Kindred | Marja-Lewis Ryan & Lisa Quintela & Julia Hannafin |
| Bei einem Karaoke-Abend in der Bar kommen sich Finley und Sophie während des Mikrofon-Aufbaus näher, worauf erstere in einen Hinterraum flüchtet. Als Micah in der Bar ankommt, fragt er Maribel, warum sie ihn nicht mehr kontaktiert hat. Sie antwortet, mit der Arbeit zu beschäftigt zu sein, was im Streit endet. Während Alice sich nicht traut, Tom anzusprechen, fragt Tess, die von Cherie verlassen wurde, Shane, ob sie damit etwas zu tun hat. Obwohl Shane verneint, glaubt Tess ihr nicht und geht wütend. Danach spendiert Sophie Dani ein Getränk, als Finley die beiden zusammen sieht, geht sie wieder in den Hinterraum. Kurz darauf singt Sophie das Lied Closer von Tegan and Sara, wobei sie sich mittels Textänderung direkt an Finley wendet. Während diese überwältigt reagiert, verlässt Dani die Bar und wird von Gigi zum Trost ausgeführt. Unterdessen sucht Bette in einer Galerie Pippa auf, die dort Studenten unterrichtet und Bette bittet, ihre Kunst bekannter zu machen. Nachdem Alice zusammen mit Tom tanzt, gehen die beiden zu ihr und haben Sex. Shane sucht Tess auf und deutet an, sie vor Cherie beschützen zu wollen, bleibt aber zunächst vage. Schließlich werden Finley und Sophie intim, während Dani gegenüber Gigi zugibt, mehr für sie zu empfinden.   |           |                              |                   |                      |                                       |                     |                                                   |
| 15 | 7         | Licht                        | Light             | 20. Sep. 2021        | 20. Okt. 2021                         | Rose Troche         | Maisha Closson                                    |
| Als Alice in einem Restaurant Nat sieht, bringt sie sie dazu, mit ihr rauszugehen, worauf die beiden in Alices Auto intim werden. Bei einem Treffen mit Kayla beklagt sich Angie über Jordi, da diese sich nur für den kommenden Prom und nicht für Angies baldiges Treffen mit Marcus interessiert, weswegen Angie sich von ihr trennen will. Abends bereiten sich Shane und Tess auf ihre Teilnahme bei einem Wohltätigkeits-Pokerturnier vor. Bei diesem ist auch Carrie anwesend, der Bette erlaubt hat, mitzukommen. Sie erzählt Shane von ihren psychischen Problemen, während Dani eine Entschuldigung Finleys für die Ereignisse der letzten Wochen ablehnt. Unterdessen will sich Angie im Park von Jordi trennen, erhält allerdings dort von ihr eine Überraschungs-Einladung zum Prom, die sie annimmt. Beim Turnier trennt sich Alice endgültig von Nat, derweil geht Dani zu Gigi und fragt sie, ob sie eine echte Beziehung wolle, was Gigi mit einem Kuss beantwortet. Auch Shane und Tess küssen sich, nachdem sie gemeinsam eine deprimierte Carrie ins Bett bringen. In der Kunstgalerie werden Bette und Pippa intim, in der Zwischenzeit fahren Finley und Sophie nach Hause, obwohl beide stark alkoholisiert sind und Finley am Steuer plötzlich Panik bekommt.                       |           |                              |                   |                      |                                       |                     |                                                   |
| 16 | 8         | Lausiges Timing              | Launch Party      | 27. Sep. 2021        | 20. Okt. 2021                         | Haifaa Al Mansour   | Melody Derloshon                                  |
| Sophie holt Finley aus dem Gefängnis ab, die wegen Alkohol am Steuer festgenommen wurde. Unterdessen sorgt Bette im Museum unbeabsichtigt für die Absage von Pippas Ausstellung, als sie sich über die Finanzierung durch Danis Firma beschwert. Derweil macht Micah der Ärztin Claudia Vorwürfe, da sie einem seiner Klienten voreilig zu einer HET geraten hat. Später entschuldigt sich Micah bei ihr und lädt sie zum Essen ein. Abends findet eine Veröffentlichungsfeier für Alices Buch statt, auf der sie Tom den Seitensprung mit Nat gesteht. Sophie geht alleine nach Hause, da Finley sich weigert. Danach begibt sich Bette zum Museum, wo sie einen Verantwortlichen überredet, die Ausstellung doch stattfinden zu lassen, was Pippa heimlich beobachtet. Alice verträgt sich mit Tom in dessen Hotelzimmer, während Micahs Verabredung mit Claudia ein jähes Ende findet, als er ihr gesteht, in eine andere Frau verliebt zu sein. Kurz darauf lädt er Maribel ein, der er seine Liebe gesteht. In Las Vegas macht Shane Tess das gleiche Geständnis, während Finley stark betrunken zuhause ankommt. Sophie sagt, vor ihr in diesem Zustand Angst zu haben, weswegen Finley geht. Am nächsten Morgen wacht Sophie ohne Finley auf, die nicht auf ihre Anrufe reagiert.                    |           |                              |                   |                      |                                       |                     |                                                   |
| 17 | 9         | Leben für kein Morgen        | Last Dance        | 4. Okt. 2021         | 27. Okt. 2021                         | Haifaa Al Mansour   | Allie Romano                                      |
| Nachdem Bette mit Pippa erfolgreich gegen die Finanzierung der Ausstellung durch Danis Firma protestiert, gehen sie, Tina und Angie ins Krankenhaus, um Marcus zu sehen, allerdings wird dies kurzfristig abgesagt. Anschließend treffen sich Bette und die anderen in ihrem Haus zur Vorbereitung auf Angies Prom. Dort gesteht Alice Bette, Angst vor einem Coming-out als bisexuell zu haben, während Tess überlegt, Tina Carries Zweifel an ihrer bevorstehenden Hochzeit mitzuteilen, Shane kann sie jedoch davon abbringen. Unterdessen feiert Sophie mit Micah und ihrer Familie den Geburtstag ihrer Großmutter, wobei es zum Streit kommt, als Virginia Sophie dazu auffordert, den Grund für Finleys Abwesenheit zu offenbaren. Im Gegenzug erzählt Sophie von Maribels Beziehung zu Micah, die diese verschwiegen hatte. Später besuchen Bette und Tina Marcus, während Angie beim Prom ist. Er erklärt ihnen, dass er Angie seinen Anblick ersparen wollte, erlaubt ihr aber, am nächsten Tag zu ihm zu kommen. In der Zwischenzeit sucht die stark alkoholisierte Finley Dani und Gigi auf, worauf sie Sophie benachrichtigen, die kurz darauf vorbeikommt. Während Angie und Jordi in der Schule tanzen, will Bette Tina etwas sagen, als Marcus eine Asystolie erleidet.                     |           |                              |                   |                      |                                       |                     |                                                   |
| 18 | 10        | Letzte Chance                | Last Call         | 11. Okt. 2021        | 27. Okt. 2021                         | Marja-Lewis Ryan    | Marja-Lewis Ryan & Christina Brosman              |
| Finleys Freunde bieten ihr die Finanzierung eines Aufenthalts in einer Entzugsklinik am Meer an, allerdings lehnt sie dies ab. Unterdessen ist Pippa verunsichert, als Bette ihr gesteht, mit Tina auf Alices Abschiedsparty vor deren Buchtour gehen zu werden. Shane hadert derweil mit Tess’ Vorschlag, zusammen zu deren Mutter nach Las Vegas zu ziehen, während Alice über eine negative Buchkritik in der New York Times mit Tom in Streit gerät. In der Zwischenzeit soll Dani vor Gericht aussagen, da Rodolfo wegen des Todes von Tausenden Drogenabhängigen angeklagt ist. Dani geht jedoch vorher, später beendet sie die Zusammenarbeit mit Rodolfo, weil er sie auffordert, für ihn Meineid zu begehen. Sophie und Finley scheinen sich währenddessen zu vertragen, allerdings merkt Sophie, dass Finley erneut Alkohol getrunken hat, weswegen sie vorübergehend zu ihrer Mutter zieht. Abends findet Alices Party statt, auf der sie und Tom ihren Streit beilegen, Carrie und Tina trennen sich hingegen dort. Nach der Feier fährt Sophie Finley zur Klinik, während Tess ohne Shane aufbricht und Dani wegen Nichterscheinens vor Gericht verhaftet wird. Am Ende der Folge will Bette zur Eröffnung von Pippas Ausstellung gehen, als Tina vor ihrer Haustür steht.                     |           |                              |                   |                      |                                       |                     |                                                   |

### Staffel 3
| Nr. (ges.) | Nr. (St.) | Deutscher Titel | Originaltitel              | Erstausstrahlung USA | Deutschsprachige Erstausstrahlung (D) | Regie               | Drehbuch                                         |
| ---------- | --------- | --------------- | -------------------------- | -------------------- | ------------------------------------- | ------------------- | ------------------------------------------------ |
| 19         | 1         | -               | Last Year                  | 20. Nov. 2022        | -                                     | Katrelle N. Kindred | Marja-Lewis Ryan                                 |
| 20         | 2         | -               | Los Angeles Traffic        | 27. Nov. 2022        | -                                     | Katrelle N. Kindred | Julia Hannafin                                   |
| 21         | 3         | -               | Quiz Show                  | 4. Dez. 2022         | -                                     | Em Weinstein        | Melody Derloshon                                 |
| 22         | 4         | -               | Last to Know               | 11. Dez. 2022        | -                                     | Em Weinstein        | Marja-Lewis Ryan & Nova Cypress Black            |
| 23         | 5         | -               | Locked Out                 | 18. Dez. 2022        | -                                     | Nancy C. Mejia      | Melody Derloshon & Nina Kim                      |
| 24         | 6         | -               | Questions for the Universe | 25. Dez. 2022        | -                                     | Nancy C. Mejía      | Alison Wong                                      |
| 25         | 7         | -               | Little Boxes               | 1. Jan. 2023         | -                                     | Marja-Lewis Ryan    | María Renée Prudencio                            |
| 26         | 8         | -               | Quality Family Time        | 8. Jan. 2023         | -                                     | Em Weinstein        | Allie Romano                                     |
| 27         | 9         | -               | Quiet Before the Storm     | 15. Jan. 2023        | -                                     | Katherine Moennig   | Melody Derloshon                                 |
| 28         | 10        | -               | Looking Ahead              | 22. Jan. 2023        | -                                     | Leisha Hailey       | Marja-Lewis Ryan & Courtney Edwards & Scout Comm |

## Nominierungen (Auswahl)
Emmy
- Primetime-Emmy-Verleihung 2023

- Nominierung in der Kategorie Bestes Original-Lied, für Heather McIntosh, Taura Stinson und Allyson Newman (Lied All About Me aus der Folge Questions for the Universe)

GLAAD Media Award
- GLAAD Media Awards 2020

- Nominierung in der Kategorie Beste Drama-Serie

- GLAAD Media Awards 2022

- Nominierung in der Kategorie Beste Drama-Serie

Golden Reel Award
- Golden Reel Awards 2023

- Nominierung in der Kategorie Bester Musik-Schnitt – Langform-Fernsehserie